# Microhoplomelas ruficornis
Microhoplomelas ruficornis là một loài bọ cánh cứng trong họ Cerambycidae.